# オデッセイ・マリーン・エクスプロレイション
オデッセイ・マリーン・エクスプロレイション（英語：Odyssey Marine Exploration, Inc.）は、深海に沈む難破船の引き上げを行っている企業である。2003年、オデッセイは南北戦争時代の難破船SSリパブリック（SS Republic）を水深1,700フィートの海底から引き上げ、5万枚の硬貨と１万4千点の物品を回収した。オデッセイは世界中にいくつもの難破船プロジェクトを抱えており、それぞれ様々な進行状況にある。その中にはコード名ブラック・スワン・プロジェクト（Black Swan Project）と呼ばれるものも含まれる。オデッセイはNASDAQ証券市場でOMEXというシンボルで取り引きされている。

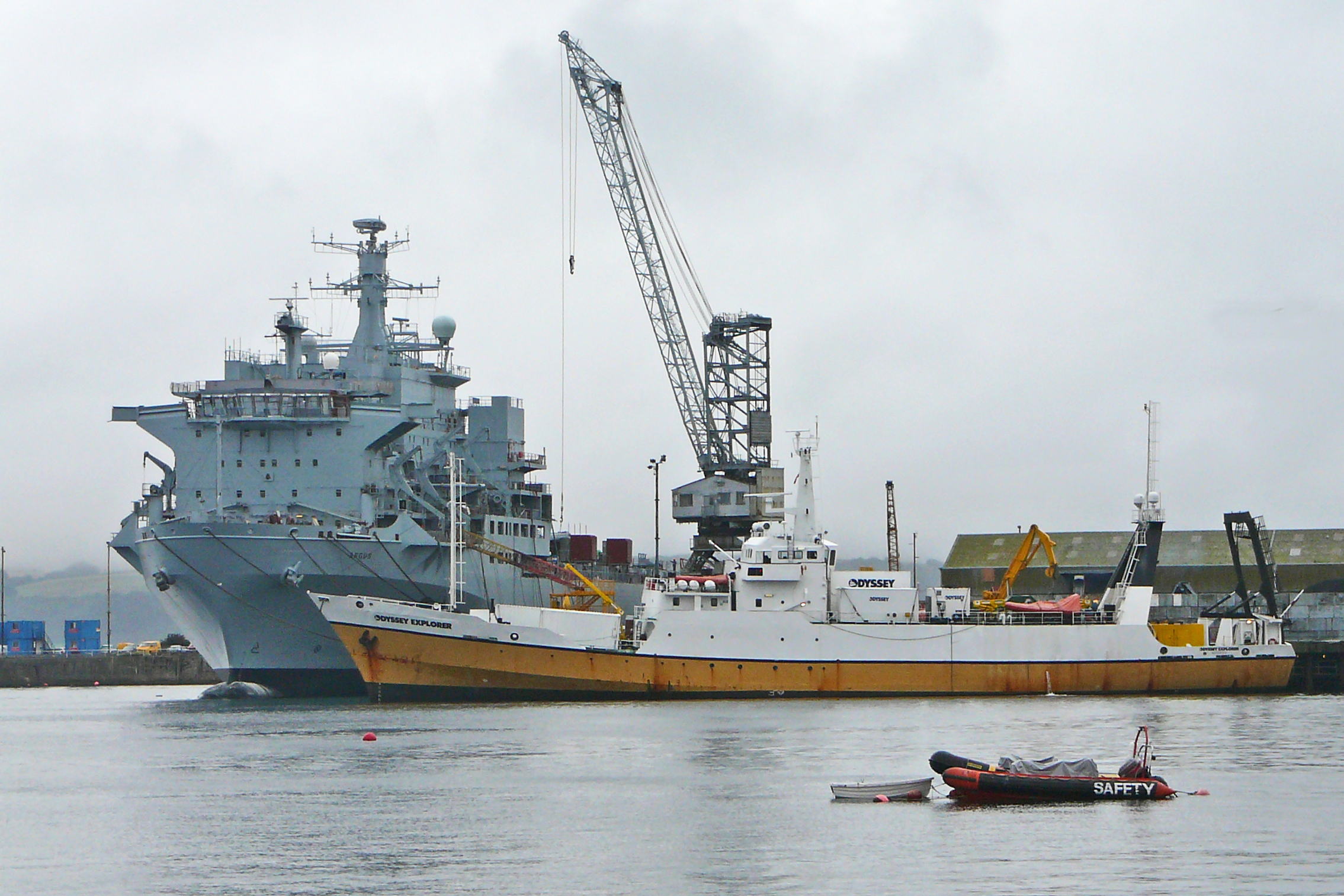
海洋探査の主力となる船舶、オデッセイ・エクスプローラー

## HMSサセックス

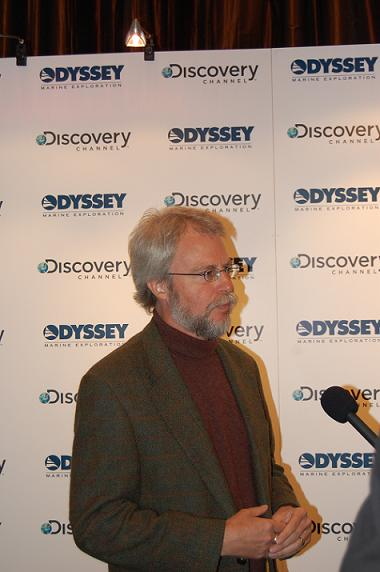
グレゴリーStemm、創設者兼最高経営責任者

1988年から2001年にかけて、オデッセイ・マリーン・エクスプロレイションはHMSサセックスを探索したが、現在それはジブラルタル沿岸の水深1,000メートルにあると考えられている。それは大同盟戦争（War of the Grand Alliance）中の1694年に嵐で沈没した船で、フランスに対抗すべくサヴォイ公ヴィットーリオ・アメデーオ2世（Victor Amadeus II）への忠誠を示すための10トンの金貨を運んでいた。
2002年10月、オデッセイは潜在的な発掘品の共有に関して英国政府と合意に至った。それは4500万ドル以下の場合は80%、4500万ドルから5億ドルの場合は50%、5億ドル以上の場合は40%をオデッセイが、残りを英国政府が得る、というものであった。
2003年、オデッセイは発掘開始の準備を整えたが、イギリス考古学評議会（Council for British Archaeology）、レスキュー (英国遺跡保存トラスト)（Rescue (British Archaeological Trust)）、野外考古学者協会（Institute of Field Archaeologists）などの考古学組織と慈善団体からの多くの苦情を受け、プロジェクトは遅れた。それらの団体は考古学研究者の指導の下プライベート・フィルムを作り、難破船"捜索"の危険な前例になるとして糾弾した。緊急動議（Early Day Motion、EDM）が60人の英国国会議員により署名されたが、それは宝捜し競争を非難するものであった。
2006年1月、オデッセイは発掘を開始しようとしたが、スペイン当局、特にアンダルシア州によって中止させられた。2006年6月初旬、オデッセイは英国大使館を通じてスペイン外務省に対してすべての点に関して説明を行った。オデッセイは、難破船に関する作業再開の前に、その計画関する最終意見を待った。その難破船は「サセックス」（Sussex）と考えられている。
2007年3月、アンダルシア州は、発掘されるその難破船が実際に「サセックス」でありスペインのガレオン船ではないということの確認作業にスペインの考古学者が参加するという条件の下、発掘を開始することを認めた。同月、オデッセイは「ブラック・スワン」（Black Swan）引き上げプロジェクトを開始したが、それ以降、スペインはオデッセイとのすべての協力を撤回した。

## ブラック・スワン・プロジェクト
2007年3月、オデッセイは難破船から17トンの銀貨と少量の金貨を引き上げた。その船は1804年10月5日の軍事行動で爆破され沈んだ「ヌエストラ・セニョーラ・デ・ラ・メルセデス」（Nuestra Senora de las Mercedes）と考えられている。
2007年5月現在、スペイン政府はブラック・スワン・プロジェクトによって回収された難破船が国際海域にあるかどうか、調査している。もしスペインの海域であれば、物品の回収は犯罪と見做され得る。2007年7月12日、沿岸警備隊がヨーロッパの海岸から3.5海里（6キロメートル）の地点でオデッセイの探査船「オーシャン・アラート」（Ocean Alert）を拿捕した。沿岸警備隊（スペインの治安警備隊）は、EUシェンゲン協定の下、その海域における税関と欧州連合の国境警備に関して責任を持っている。探査船は立入り検査のためにアルヘシラスのスペインの港に入るよう指示された。オデッセイの船はパナマでも拿捕されている。

## トレジャー・クエスト
ディスカバリーチャンネルの番組『トレジャー・クエスト』で、イギリス海峡でのオデッセイ・マリーン・エクスプロレイションによる探索が取り上げられた。